# Ханс фон Фрибајс
Ханс фон Фрибајс (Брук на Лајти, 24. јул 1855 — Гмунден, 25. октобар 1923) био је аустријски државни службеник и градоначелник Беча од 1895. до 1896. године. Године 1877, док је био студент, постао је члан братства Академског хорског друштва. Фрибајс је сахрањен у Гробљу у Хицингу.

## Породични племићки грб
Дана 24. јуна 1655. Јохан Фрибајс, као глава породице, и његови синови Јохан и Штефан, добили су у Пресбургу од цара Фердинанда III племићки статус и право на породични грб.